# Mieczysław Kotlarczyk
Mieczysław Kotlarczyk (1908-1978) est un acteur, directeur de théâtre et critique littéraire polonais.
Kotlarczyk était très actif dans le milieu du théâtre clandestin sous l'occupation allemande de la Pologne. Il est le fondateur d'un style théâtral : le théâtre rhapsodique. Il fut le mentor de Karol Wojtyła (le futur pape Jean-Paul II), alors que ce dernier était un jeune acteur amateur. 
Il est un des signataires, en 1975, de la Lettre des 59 (en), qui protestait contre la réforme de la constitution polonaise par le régime communiste.